# Australopithecus bahrelghazali
Australopithecus bahrelghazali je druh vyhynulého hominida, žijící ve středním pliocénu (před 3,58 miliony let) na území dnešního Čadu ve střední Africe. Je jediným známým zástupcem rodu Australopithecus, nalezeným západně od Velké příkopové propadliny. Návrh českého odborného názvu zní Australopiték středoafrický.

## Objevy

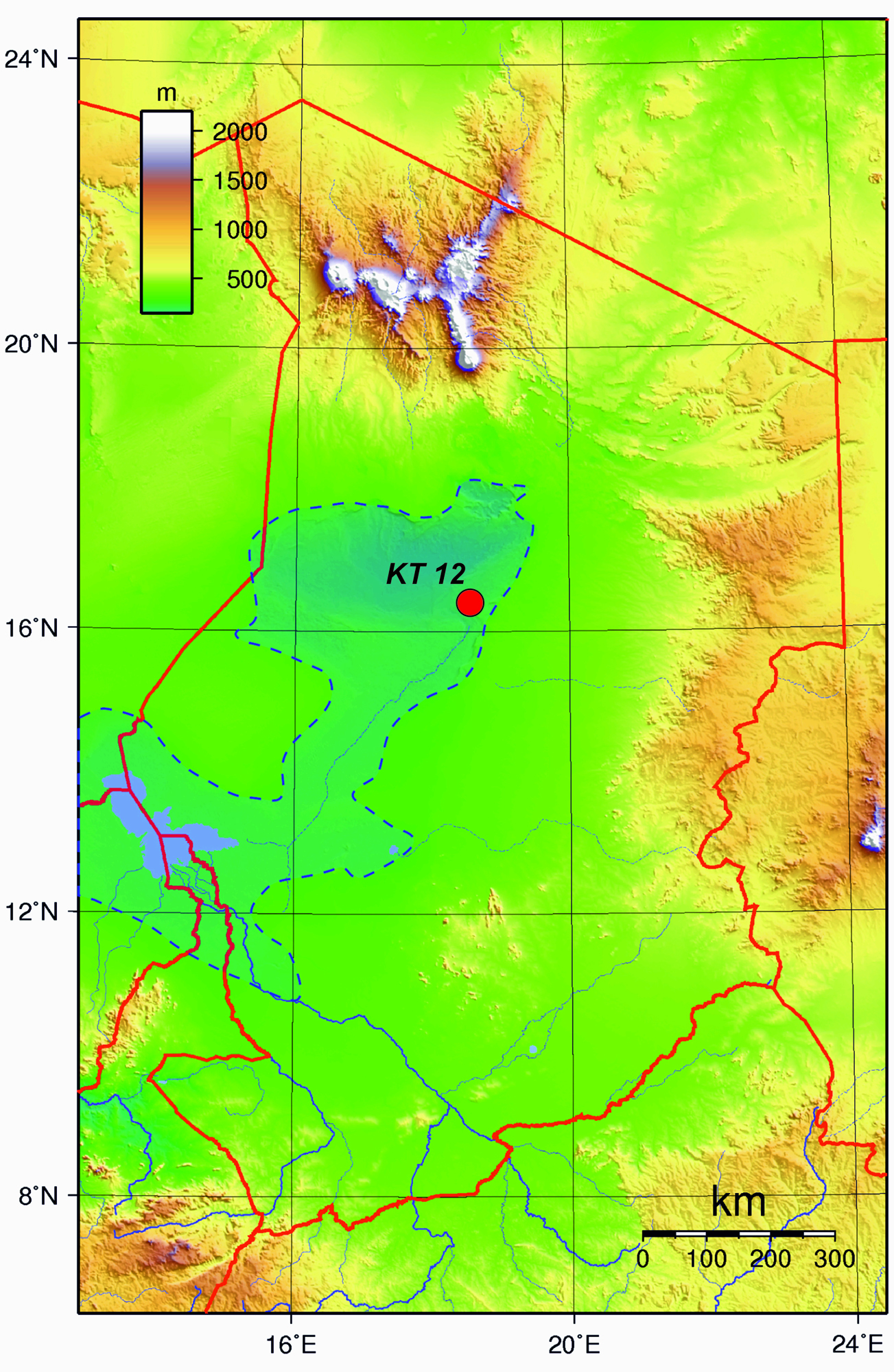
Lokalita KT 12 a paleojezero Čad

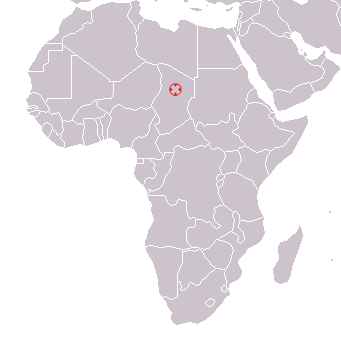
Místo nálezu na mapě Afriky

Ostatky rodu Australopithecus byly v čadské poušti Djourab poprvé objeveny 23. ledna roku 1995. Zachyceny byly na dvou místech lokality Koro-Toro (KT 12 a KT 13) při řece Bahr el-Ghazal (arabsky „gazelí řeka“), podle níž byl vytvořen druhový přívlastek. Naleziště se nachází asi 150 km východně od Toros-Menalla, kde byl v roce 2000 zachycen Sahelanthropus, dosud nejstarší známý hominin.
Nejprve byla nalezena část dolní čelisti se sedmi zuby (řezák, špičáky, třenové zuby), označená kódem KT 12/H1. Objevitelé ji na počest tragicky zesnulého kolegy pojmenovali Abel. Nález byl původně připsán druhu Australopithecus afarensis, o rok později ale autoři díky dalšímu studiu a srovnávacím analýzám navrhli zcela nový druh - Australopithecus bahrelghazali. Současně byl také popsán další objev - izolovaný třenový zub. Později byl ještě v úseku KT 13 zachycen zlomek horní čelisti a v úseku KT 40 zlomek dolní čelisti. Více ostatků dosud objeveno nebylo.
Vzhledem k tomu, že v poušti Djourab nejsou k dispozici četné vrstvy sopečného popela, hojně využívané k přesnému určení stáří paleoantropologických nálezů z východní Afriky, byla datace obtížnější. Nejprve bylo využito nálezů ostatních druhů zvířat, jejichž spektrum se podobalo východoafrické fauně z doby před 3 – 3,5 miliony let. Nověji bylo využito izotopů berylia, které dataci zpřesnily na 3,58 milionů let. Čadský australopiték je tudíž současný s druhem Australopithecus afarensis z východní Afriky.

## Popis
Nalezená dolní čelist se z velké části podobá druhu Australopithecus afarensis, bylo na ní ovšem pozorováno několik drobných odlišností. Nejnápadnější je poměrně málo ustupující spodní část kosti. To znamená, že celá oblast čelistí mohla z obličeje vystupovat méně než u východoafrických jedinců. Zároveň byly u všech třenových zubů pozorovány tři dobře patrné kořeny, zatímco ostatní australopitékové mají kořeny pouze dva. Jinými znaky ale nález plně zapadá do morfologie druhu Australopithecus afarensis - přední zuby (řezáky, špičáky) jsou velké, špičáky řezákovité a asymetrické, první třenový zub má dva dobře patrné hrbolky, zatímco druhý třenový zub se svým utvářením již blíží stoličkám.

## Způsob života
O způsobu života tohoto druhu nelze vzhledem k nedostatku nálezů říci téměř nic. Životní prostředí bylo rekonstruováno na základě nálezů dalších druhů zvířat z lokality Koro-Toro. Předpokládá se, že v pliocénu až k této oblasti dosahovaly břehy velkého paleojezera Čad, které obklopovala mozaikovitá krajina, složená z menších či větších lesních porostů a křovin, pobřežních mokřadů i otevřených travnatých plání. V nálezech fauny chybí impaly a antilopy z rodu Tragelaphus nebo primáti, ale je zde dostatek buvolků, bahnivců a pravých antilop. To ukazuje na převážně otevřené, travnaté prostředí. Asi jen 10% nálezů (například ostatky žirafovitých) naznačuje ostrůvkovité stromové porosty.
S takovým prostředím může souviset i strava. Analýza izotopů uhlíku a stop obrusu na dochovaných zubech ukazuje, že Australopithecus bahrelghazali se mohl živit převážně rostlinami otevřených prostor - travinami nebo šáchorovitými, jejich oddenky nebo dřeňovou částí stonků. Ty mohl doplňovat nejen různými plody, ale také například termity, jejichž četná hnízda byla na místě nalezena.

## Fylogeneze
Mnozí odborníci samostatný druh neuznávají a řadí čadský exemplář spíše k druhu Australopithecus afarensis. Ostatků bylo dosud nalezeno jen málo, takže existují pochybnosti, zda jsou popsané odlišnosti dostatečné. Nově se ukazuje, že i někteří jedinci z Hadaru v Etiopii mají třenové zuby se třemi kořeny, může se tedy jednat pouze o drobné lokální odchylky. Řešení je bez dalších nálezů prakticky nemožné, a tak hlavním motivem k používání přívlastku bahrelghazali zůstává především velká vzdálenost čadské lokality od nalezišť ve východní Africe (cca 2500 km).
I přes neshody ohledně taxonomického určení má však nález velký význam, protože ukazuje, že australopitékové obývali mnohem rozsáhlejší území, než se dříve soudilo. Také to vypadá, že čadští jedinci žili v sušším a otevřenějším prostředí než soudobí východoafričtí australopitékové a využívali jiné zdroje potravy.